# Živě.cz
Živě.cz je český internetový časopis společnosti Czech News Center. Jeho hlavní zájmovou oblastí jsou počítačové technologie, internet a související témata. Založen byl v roce 1996 a je tak nejstarším internetovým médiem svého zaměření.